# آرثر وينتون براون
آرثر وينتون براون هو سياسي أمريكي، ولد في 27 ديسمبر 1856 في ميناء تشالمرز في نيوزيلندا، وتوفي في 27 يوليو 1917 في نيو أورلينز في الولايات المتحدة. انتخب عمدة ويلينغتون ‏.